# Говард (округ, Меріленд)
Шаблон:StateAbbr_ 39°15′ пн. ш. 76°56′ зх. д. / 39.25° пн. ш. 76.93° зх. д.
Округ Говард (англ. Howard County) — округ (графство) у штаті Меріленд, США. Ідентифікатор округу 24027.

## Історія
Округ утворений 1838 року.

## Демографія
За даними перепису
2000 року
загальне населення округу становило 247842 осіб, зокрема міського населення було 216551, а сільського — 31291.
Серед мешканців округу чоловіків було 121774, а жінок — 126068. В окрузі було 90043 домогосподарства, 65790 родин, які мешкали в 92818 будинках.
Середній розмір родини становив 3,18.
Віковий розподіл населення поданий у таблиці:
| Стать    | До 15 років | 15-21 | 22-29 | 30-39 | 40-49 | 50-65 | 65-85 | Понад 85 |
| -------- | ----------- | ----- | ----- | ----- | ----- | ----- | ----- | -------- |
| Чоловіки | 30346       | 9977  | 11235 | 21935 | 21367 | 19159 | 7170  | 585      |
| Жінки    | 28469       | 9089  | 11996 | 23711 | 22548 | 19542 | 9155  | 1558     |

## Суміжні округи
- Керролл — північ
- Балтимор — північний схід
- Енн-Арундел — південний схід
- Графство принца Георга — південь
- Монтгомері — південний захід
- Фредерік — північний захід

## Виноски
1. ↑  U.S. Decennial Census. United States Census Bureau. Архів оригіналу за 26 квітня 2015. Процитовано 12 вересня 2014.
2. ↑  Historical Census Browser. University of Virginia Library. Архів оригіналу за 11 серпня 2012. Процитовано 12 вересня 2014.
3. ↑  Population of Counties by Decennial Census: 1900 to 1990. United States Census Bureau. Архів оригіналу за 31 жовтня 2014. Процитовано 12 вересня 2014.
4. ↑  Census 2000 PHC-T-4. Ranking Tables for Counties: 1990 and 2000 (PDF). United States Census Bureau. Архів оригіналу (PDF) за 18 грудня 2014. Процитовано 12 вересня 2014.
5. ↑  State & County QuickFacts. United States Census Bureau. Архів оригіналу за 6 червня 2011. Процитовано 12 вересня 2014.(англ.) Наведено за англійською вікіпедією.
6. ↑  American FactFinder. Бюро перепису населення США. Архів оригіналу за 21 травня 2008. Процитовано 31 січня 2008.

| США | Це незавершена стаття з географії США. Ви можете допомогти проєкту, виправивши або дописавши її. |